# Header Error Control
L'Header Error Control (HEC) è l'ultimo campo presente nella cella ATM e consiste di un codice di tipo CRC a 8 bit calcolato unicamente sull'intestazione della cella ATM.
Si ottiene dividendo i 32 bit dei primi quattro byte dell'intestazione per il polinomio {\displaystyle x^{8}+x^{2}+x+1}. Viene poi eseguita un'operazione di OR esclusivo tra il resto a 8 bit di questa divisione e il valore binario 01010101 (detto anche classe laterale). Il risultato viene infine inserito e trasmesso nel campo HEC.
In ricezione, il codice HEC viene ricalcolato localmente sulla base dell'intestazione ricevuta e poi confrontato con il valore trasmesso. Nel caso di coincidenza, l'intestazione si considera come correttamente ricevuta e si procede con l'elaborazione dei dati della cella. Nel caso di non coincidenza, il codice è in grado di stabilire se l'errore si è verificato su un singolo bit o su più bit dell'intestazione. Nel caso del singolo bit errato, il codice consente anche di correggere l'errore, ricostruendo così l'intestazione originale corretta; la cella viene quindi considerata valida ed è possibile procedere con l'elaborazione. Nel caso invece di errori multipli, non essendone possibile la correzione, l'intestazione viene considerata come non valida e la cella associata viene scartata.